# Witness (álbum de Katy Perry)
Witness —en español: Testigo— es el quinto álbum de estudio de la cantante y compositora estadounidense Katy Perry, publicado bajo su nombre artístico actual. Fue lanzado a nivel mundial el 9 de junio de 2017 a través de Capitol Records. Con un estilo pop/electrónico, el álbum incluye los sencillos «Chained to the Rhythm» con Skip Marley lanzado el 10 de febrero de 2017, «Bon Appétit» junto al grupo Migos lanzado el 28 de abril de 2017, «Swish Swish» con Nicki Minaj lanzado el 19 de mayo de 2017 y «Hey Hey Hey» lanzado el 12 de enero de 2018.

## Desarrollo
Tras el lanzamiento de su cuarto álbum Prism en 2013 y el final del Prismatic World Tour en octubre de 2015, Katy Perry le dijo a The New York Times en febrero de 2016 que estaba en la "fase de producción y desarrollo" de un nuevo álbum. Decidió tomar un descanso después de que la gira concluyera para darle un descanso a su salud mental antes de comenzar a escribir nuevas canciones el próximo junio. Perry se sintió "renovada", y tenía más de 40 canciones "en progreso" antes de que terminara el año. En agosto, la cantante declaró que aspiraba a hacer material "que conectara, relacionara e inspirara", y le dijo a Ryan Seacrest que no estaba "apurada" con su quinto álbum, y agregó: "Me estoy divirtiendo mucho, pero experimentando y probando diferentes productores, y diferentes colaboradores, y diferentes estilos". El álbum marcó una desviación del productor y coguionista Dr. Luke. En febrero de 2017, Perry declaró que el álbum era "definitivamente una nueva era para mí" y "una era del pop" de la que estaba orgullosa.  En mayo, Perry reveló a Entertainment Weekly que el álbum incluiría 15 de las 40 canciones que escribió para él, y describió el disco como "divertido y bailable, oscuro y claro".

## Recepción

### Comentarios de la crítica
En términos generales, Witness obtuvo reseñas mixtas de parte de la crítica. En el sitio Metacritic acumuló 52 puntos de 100 sobre la base de 19 reseñas profesionales, lo que denota «críticas mixtas o dentro del promedio». Leonie Cooper escribió una crítica positiva sobre el disco para la revista NME, donde le otorgó cuatro estrellas de cinco y expresó que con Witness, Perry «llevó el empoderamiento de "Roar" y "Firework" a otro nivel, con mensajes de consciencia social dentro del territorio electropop». Sin embargo, Jordan Sargent de Spin fue menos moderado en su reseña y criticó el enfoque más maduro de la artista, diciendo que Witness es «un álbum lleno de decisiones extrañas, que terminan en un desastre espectacular».

### Recibimiento comercial
En los Estados Unidos, Witness debutó en la primera posición del Billboard 200 con 180 000 unidades, de las cuales, 162 000 correspondieron a ventas puras y 18 000 a equivalencia de streaming. Con ello, fue el tercer disco de Perry en alcanzar la cima del listado. Asimismo, fue el segundo álbum femenino en liderar la lista en 2017, además de haber tenido el mayor índice en ventas por una mujer desde Joanne (2016) de Lady Gaga. En el Reino Unido, Witness debutó en la sexta casilla del UK Albums Chart, siendo el tercer álbum top 10 de Perry en dicho listado.

## Lista de canciones
| Edición estándar |                                           | |          |  |
| N.º              | Título                                    | Escritor(es)                                                                                           | Duración |  |
| 1.               | «Witness»                                 | Katy Perry · Max Martin · Savan Kotecha · Ali Payami                                                   | 4:10     |  |
| 2.               | «Hey Hey Hey»                             | Perry · Martin · Sia · Payami · Sarah Hudson                                                           | 3:35     |  |
| 3.               | «Roulette»                                | Perry • Martin · Payami · Shellback · Payami · Ferras                                                  | 3:18     |  |
| 4.               | «Swish Swish» (con Nicki Minaj)           | Perry · Onika Tanya Maraj · Duke Dumont · PJ "Promnite" Sledge · Hudson · Brittany Hazzard             | 4:02     |  |
| 5.               | «Déjà Vu»                                 | Perry · Hayden James · Alqaisi · Thomas Stell                                                          | 3:18     |  |
| 6.               | «Power»                                   | Perry · Jack Garratt · William Robinson                                                                | 3:46     |  |
| 7.               | «Mind Maze»                               | Perry · Hudson · Corin Roddick · Megan James                                                           | 4:08     |  |
| 8.               | «Miss You More»                           | Perry · Payami · Roddick · Hudson · James                                                              | 3:54     |  |
| 9.               | «Chained to the Rhythm» (con Skip Marley) | Perry · Payami · Martin · Roddick · Sia                                                                | 3:57     |  |
| 10.              | «Tsunami»                                 | Perry · Michael Williams · Marcus Bell · Hudson · Mia Moretti                                          | 3:23     |  |
| 11.              | «Bon Appétit» (con Migos)                 | Perry · Quavious Marshall · Kirshnik Ball · Kiari Cephus · Martin · Shellback · Oscar Holter · Alqaisi | 3:47     |  |
| 12.              | «Bigger Than Me»                          | Perry · Hudson · Roddick · James                                                                       |          |  |
| 13.              | «Save as Draft»                           | Perry · Noonie Bao · Dijon McFarlane · Nicholas Audino · Lewis Hughes · Elof Loelv                     | 3:48     |  |
| 14.              | «Pendulum»                                | Perry · Jeff Bhasker · Hudson                                                                          | 4:00     |  |
| 15.              | «Into Me You See»                         | Perry · Alexis Taylor · Joe Goddard · Alqaisi                                                          |          |  |
| 57:44            |                                           | |          |  |

| Edición de Target y edición especial de Reino Unido |                        |              |               |          |  |
| N.º                                                 | Título                 | Escritor(es) | Productor(es) | Duración |  |
| 16.                                                 | «Dance With the Devil» |              |               |          |  |
| 17.                                                 | «Act My Age»           |              |               |          |  |

## Posicionamiento en listas

### Semanales
| América           |                          |    |
| Canadá            | Canadian Albums          | 1  |
| Estados Unidos    | Billboard 200            | 1  |
| Estados Unidos    | Digital Albums           | 1  |
| México            | Top 100 México           | 2  |
| Asia              |                          |    |
| Japón             | Japan Albums             | 22 |
| Europa            |                          |    |
| Alemania          | German Albums Chart      | 10 |
| Austria           | Austrian Albums Chart    | 6  |
| Bélgica (Flandes) | Ultratop 200 Albums      | 8  |
| Bélgica (Valonia) | Ultratop 200 Albums      | 4  |
| Dinamarca         | Danish Albums Chart      | 15 |
| Escocia           | Scottish Albums Chart    | 7  |
| España            | Spanish Albums Chart     | 1  |
| Finlandia         | Finnish Albums Chart     | 3  |
| Francia           | French Albums Chart      | 4  |
| Hungría           | Top 40 album- lista      | 17 |
| Irlanda           | Irish Albums Chart       | 5  |
| Italia            | Italian Albums Chart     | 6  |
| Noruega           | Norwegian Albums Chart   | 5  |
| Países Bajos      | Dutch Albums Top 100     | 8  |
| Reino Unido       | UK Albums Chart          | 6  |
| República Checa   | Czech Albums Chart       | 3  |
| Suecia            | Swedish Albums Chart     | 7  |
| Suiza             | Swiss Albums Chart       | 7  |
| Oceanía           |                          |    |
| Australia         | Australian Albums Chart  | 2  |
| Nueva Zelanda     | New Zealand Albums Chart | 2  |

### Sucesión en listas
| Predecesor: Hopeless Fountain Kingdom de Halsey | Canadian Albums — Álbum número 1 24 de junio de 2017 — 1 de julio de 2017 | Sucesor: Melodrama de Lorde |
| Predecesor: Hopeless Fountain Kingdom de Halsey | Billboard 200 — Álbum número 1 24 de junio de 2017 — 1 de julio de 2017   | Sucesor: Melodrama de Lorde |
| Predecesor: Hopeless Fountain Kingdom de Halsey | Digital Albums — Álbum número 1 24 de junio de 2017 — 1 de julio de 2017  | Sucesor: Melodrama de Lorde |